# Lennart Jansson
Lennart Jansson * (* 11. Mai 1932 in Karlskrona; † 13. Juni 1999 in Stockholm) war ein schwedischer Jazzmusiker (Saxophone, Klarinette).

## Leben und Wirken
Jansson begann als 13-jähriger in der Militärmusik in seiner Heimatstadt zu spielen. 1950 gehörte er zum Orchester von Gordon Ohlson in Malmö, arbeitete dann freiberuflich in Stockholm, wo er an der Musikakademie studierte und spielte bei Malte Johnson in Göteborg. Mitte der 1950er Jahre spezialisierte er sich auf das Baritonsaxophon, zunächst im Orchester von Arne Domnérus, in Rolf Larsson’s Orkester, dann im Orchester von Carl-Henrik Norin. 1956 und 1958 gehörte er zu den Allstars von Gösta Theselius, mit denen er aufnahm. Er spielte unter anderem mit Lars Gullin, Seymour Österwall, den Bengt Hallberg All Stars, Carl-Henrik Norin und mit Harry Arnolds Radioband, mit der es zu zahlreichen Aufnahmen kam. Weiterhin begleitete er Alice Babs, Ernestine Anderson, Monica Zetterlund und Herbie Mann. Leonard Feather präsentierte sein Baritonspiel auf dem Album Swedish Punch. Unter eigenem Namen entstanden 1959 Aufnahmen für den schwedischen Rundfunk („Well You Needn’t“), mit Conny Lundin (Bass) und Sune Spångberg (Schlagzeug).
Am Ende der 1950er Jahre reiste Jansson nach Deutschland, Frankreich und Belgien, wo er im International Jazz Quartet mit Freddie Deronde, Lloyd Miller und Schlagzeuger George Solano, aber auch mit Kurt Weill tourte und als Solist in mehreren Rundfunkorchestern und gelegentlich auch in Jazzprojekten auftrat (etwa beim NDR Jazzworkshop sowie 1964 mit Friedrich Gulda From Vienna with Jazz) und mit vielen amerikanischen und europäischen Musikern spielte.
Mitte der 1960er Jahre war Jansson international gemeinsam mit der Sängerin Marlene Widmark unterwegs, die er heiratete. Er wirkte als Musiklehrer in Beirut, spielte in Clubs und amerikanischen Stützpunkten in der Türkei und war zeitweise Musikdirektor beim Fernsehen in Damaskus.
Anfang der 1970er Jahre kehrte Jansson nach Schweden zurück und begann ab 1973 als Klarinettenlehrer zu arbeiten. Weiterhin spielte er in der Kungliga Hovkapellet und als Vertretung in verschiedenen Sinfonieorchestern. Er wirkte in der Big Band von Bernt Rosengren mit und leitete eigene Jazzgruppen, oft mit Marlene Widmark als Sängerin. Im Bereich des Jazz war er laut Tom Lord zwischen 1954 und 1998 an 60 Aufnahmesessions beteiligt.